# Extrablatt (Presse)

Extrablatt des Cöpenicker Dampfboot vom Abend des 16. Oktober 1906 mit einer Darstellung der „Köpenickiade“

Ein Extrablatt ist eine Sonderausgabe einer (Tages-)Zeitung über ein besonderes, aktuelles Ereignis. Typischerweise sind diese Ausgaben von geringerem Umfang als die regulären und werden durch Ausrufer an öffentlichen Orten verkauft. Allerdings kann der Begriff Extrablatt auch eine kostenfreie Zeitung bezeichnen.
Durch die elektronischen Medien hat diese Form der Nachrichtenverbreitung stark an Bedeutung verloren. Sie wird aber gelegentlich noch eingesetzt, etwa im Jahr des Rücktritts von Erich Honecker 1989 oder in Japan bei der Geburt eines Thronfolgers 2006.